# Eunectes
Las anacondas (género Eunectes) son un género de serpientes no venenosas, todas ellas constrictoras, pertenecientes a la familia de las boas. Está integrado por una especie extinta y cinco especies vivientes, la mayoría con un tamaño de dos a doce metros de longitud total. Estas serpientes suelen recibir muchos nombres locales, como kuriyús, sucuríes o güios, pero su nombre más común es anaconda. Su nombre científico, Eunectes, deriva de la palabra griega Eυνήκτης, que significa 'buen nadador'.

## Especies vivientes
| Especie                        | Autor               | Subespecies | Nombre común                                    | Rango geográfico |
| ------------------------------ | ------------------- | ----------- | ----------------------------------------------- | --- |
| "E. akayima" [nombre inválido] | Rivas et al., 2024. | 0           | Anaconda verde del Norte.                       | América del Sur en países al este de los Andes: Venezuela, Guayana Francesa, Surinam, Guyana, Ecuador, la Región Norte de Brasil y Peru, así como la isla de Trinidad. |
| E. beniensis                   | Dirksen, 1968       | 0           | Anaconda boliviana                              | América del Sur en los departamentos de Beni y Pando en Bolivia. |
| E. deschauenseei               | Dunn & Conant, 1936 | 0           | Anaconda manchada o anaconda de manchas oscuras | América del Sur en noreste de Brasil y zonas costeras de Guayana Francesa.                                                                                             |
| E. murinus                     | (Linnaeus, 1758)    | 0           | Anaconda verde del Sur o anaconda común         | América del Sur, en países al este de los Andes: Perú, Bolivia, Paraguay y Brasil.                                                                                     |
| E. notaeus                     | Cope, 1862          | 0           | Anaconda amarilla                               | América del Sur, en el este de Bolivia, centro y sur de Brasil, Paraguay, nordeste de la Argentina y en el noroeste de Uruguay.                                        |

## Alimentación
Las cuatro especies de anacondas son serpientes acuáticas y arborícolas que se alimentan principalmente de peces, patos, caimanes, monos y capibaras. Aunque también hay registro de ataques a animales domésticos y jaguares, estos últimos pudieron haberse aventurado muy cerca del territorio de la serpiente.